# Cyanolyca
Cyanolyca (gaaien) is een geslacht van zangvogels uit de familie kraaien (Corvidae).

## Soorten
Het geslacht kent de volgende negen soorten:
- Cyanolyca argentigula – Zilverkeelgaai
- Cyanolyca armillata – Zwartkraaggaai
- Cyanolyca cucullata – Azuurkapgaai
- Cyanolyca mirabilis – Maskergaai
- Cyanolyca nanus – Witkeeldwerggaai
- Cyanolyca pulchra – Ornaatgaai
- Cyanolyca pumilo – Zwartkeeldwerggaai
- Cyanolyca turcosa – Turkooisgaai
- Cyanolyca viridicyanus – Witkraaggaai

## Verspreidingkaarten

5 soorten in Midden-Amerika
4 soorten in Zuid-Amerika

.